# Паметници в Древен Египет
Тази страница групира храмовете, погребалните комплекси, пирамидите и всички познати паметници, построени в Древен Египет.

## Долен Египет
- Гиза,
  - Пирамидата на Хеопс
  - Пирамидата на Хефрен
  - Пирамидата на Микерин
- Саккара
  - Пирамидата на Зосер (или Стъпаловидната пирамида на Джосер)
- Сфинкс (Гиза)

## Среден Египет
- Тел ел-Амарна

## Горен Египет
- Тивански некропол
  - Долината на царете
  - Долината на цариците
  - Vallée des nobles
  - Деир ел-Медина
  - Cheikh Abd el-Gourna
- Temple thébain
  - Деир ел-Бахари
  - Médinet-Habou
  - Рамазеум
  - Колосите на Мемнон
- Луксор
  - Храмът в Луксор
  - Храмът в Карнак
- Есна
  - Храмът в Есна
- Едфу
  - Храмът в Едфу
- Kalabschah
  - Temple de Kalabschah
- Ком Омбо
  - Храмът в Ком Омбо
- Филе
  - Храмът на остров Филе
- Карнак

## Нубия
- Абу Симбел